# Winter-Paralympics 2006/Teilnehmer (Deutschland)
| stlisierte Goldmedaille | stlisierte Silbermedaille | stlisierte Bronzemedaille |
| ----------------------- | ------------------------- | ------------------------- |
| 8                       | 5                         | 5                         |

Deutschland nahm an den Winter-Paralympics 2006 in Turin mit einer Delegation von 35 Athleten und 5 Guides teil.
Fahnenträger bei der Eröffnungsfeier war der alpine Skirennläufer Martin Braxenthaler.

## Teilnehmer nach Sportarten

### Sledge-Eishockey
Herren:
- Gerd Bleidorn
- Sebastian Disveld
- Marius Hattendorf
- Sebastian Kessler
- Alexander Klein
- Matthias Koch
- Marco Lahrs
- Robert Pabst
- Raimund Patzelt
- Rolf Rabe
- Frank Rennhack
- Udo Segreff
- Sven Stumpe
- Jörg Wedde

### Ski Alpin
Damen:
- Theresa Kempfle
- Reinhild Möller
- Andrea Rothfuss
- Christiane Singhammer

Herren:
- Martin Braxenthaler (Fahnenträger bei der Eröffnungsfeier am 10. März)
- Gerd Gradwohl
- Christian Junghanns
- Kevin Lindner
- Thomas Nolte
- Frank Pfortmüller
- Gerd Schönfelder
- Simon Voit
- Karl-Heinz Vachenauer (Guide)

### Ski Nordisch (Biathlon und Skilanglauf)
Damen:
- Verena Bentele

Herren:
- Jörg Baldauf
- Michael Bentele
- Wilhelm Brem
- Josef Giesen
- Frank Höfle
- Thomas Oelsner
- Harald Thauer
- Michael Weymann
- Thomas Friedrich (Guide)
- Franz Lankes (Guide)
- Johannes Wachlin (Guide)
- Ulrich Zipfel (Guide)

### Curling
Keine deutschen Teilnehmer.

## Medaillengewinner

### Goldmedaillen
- Abfahrt – stehend, Herren: Gerd Schönfelder
- Langlauf – sehbehindert, 5 km, Damen: Verena Bentele
- Abfahrt – sehbehindert, Herren: Gerd Gradwohl
- Biathlon – sehbehindert, 7,5 km, Damen: Verena Bentele
- Super-G – sitzend, Herren: Martin Braxenthaler
- Riesenslalom – stehend, Herren: Gerd Schönfelder
- Riesenslalom – sitzend, Herren: Martin Braxenthaler
- Slalom – sitzend, Herren: Martin Braxenthaler

### Silbermedaillen
- Abfahrt – stehend, Damen: Reinhild Möller
- Langlauf – sehbehindert, 5 km, Herren: Frank Höfle
- Super-G – stehend, Herren: Gerd Schönfelder
- Biathlon – stehend, 7,5 km, Herren: Josef Giesen
- Riesenslalom – stehend, Damen: Andrea Rothfuss

### Bronzemedaillen
- Biathlon – sehbehindert, 12,5 km, Herren: Wilhelm Brem
- Biathlon – sehbehindert, 12,5 km, Damen: Verena Bentele
- Langlauf – stehend, 5 km, Herren: Thomas Oelsner
- Slalom – stehend, Herren: Gerd Schönfelder
- Slalom – sehbehindert, Herren: Gerd Gradwohl